# 2270 Yazhi
A 2270 Yazhi (ideiglenes jelöléssel 1980 ED) a Naprendszer kisbolygóövében található aszteroida. Edward L. G. Bowell fedezte fel 1980. március 14-én.